# Teokracja
Teokracja (gr. theokratía, od theós – bóg, krátos – władza) – doktryna polityczna, według której władzę w państwie sprawuje kapłan lub kapłani i w której duchowni decydują o sprawach cywilnych i religijnych. Utrzymuje się wtedy, że sprawujący władzę w państwie są powoływani przez Boga lub bogów, którzy sprawują w nim rzeczywistą władzę. Celem władzy ziemskiej jest realizacja nadrzędnej woli, władzy boskiej i urzeczywistnienie uniwersalnych zasad ustanowionych przez Boga lub bogów.

## Historia terminu
Pierwszy raz terminu teokracja użył Józef Flawiusz: „Jedni powierzyli władzę polityczną monarchiom, drudzy – oligarchiom, inni wreszcie ludowi. Nasz prawodawca Mojżesz jednak nie skłaniał się do żadnej z tych form rządzenia, ale wprowadził ustrój, jeśli posłużyć się takim sztucznym terminem, teokratyczny, składając w ręce Boga najwyższe zwierzchnictwo i władzę” (Przeciw Apionowi, II, 164, w przekładzie Jana Radożyckiego).
Teokracja zrodziła się w starożytności. W Izraelu za czasów Mojżesza – w czasie wędrówki Izraelitów z niewoli egipskiej do Ziemi Obiecanej, szczególnie przy Górze Synaj, a kontynuowana była za czasów proroków i królów – Saul, Dawid, Salomon. Owa teokracja nie mogła zaistnieć bez pewnych podwalin historycznych. Okoliczności poprzedzające jej wprowadzenie opisano w Księdze Rodzaju. Z kolei w Księdze Wyjścia znajduje się taki opis:

(19) Teraz posłuchaj rady, jaką ci daję, a Bóg niechaj będzie z tobą: Sam bądź przedstawicielem swego ludu przed Bogiem i przedstawiaj Bogu jego sprawy. (20) Pouczaj lud dokładnie o przepisach i prawach, i pouczaj go o drodze, jaką winien chodzić, i o uczynkach, jakie winien spełniać. (21) A wyszukaj sobie z całego ludu dzielnych, bojących się Boga i nieprzekupnych mężów, którzy się brzydzą niesprawiedliwym zyskiem, i ustanów ich przełożonymi już to nad tysiącem, już to nad setką, już to nad pięćdziesiątką i nad dziesiątką, (22) aby mogli sądzić lud w każdym czasie. Ważniejsze sprawy winni tobie przedkładać, sprawy jednak mniejszej wagi sami winni załatwiać. Odciążysz się w ten sposób, gdyż z tobą poniosą ciężar. (23) Jeśli tak uczynisz, a Bóg cię do tego skłoni, podołasz, a także lud ten zadowolony powróci do siebie.

The Encyclopedia of Religion podaje, że słowem „teokracja” zaczęto „opisywać początkową fazę cywilizacji starożytnego Wschodu, okres, w którym religia była nierozerwalnie związana z państwem (...) powszechnie stosowane do najróżniejszych systemów, takich jak Egipt faraonów, starożytny Izrael, średniowieczne chrześcijaństwo, kalwinizm, islam czy buddyzm tybetański”.

## Teokracja a hierokracja
W powszechnym użyciu obydwa terminy stosuje się zamiennie. Termin „teokracja” – trzymając się ściśle źródłosłowu – oznacza ustrój, w którym władcą jest Bóg, natomiast ustrój, w którym z mocy prawa władzę sprawują kapłani, czy też duchowni – można precyzyjniej określić mianem hierokracji.
Przeczytaj też: Hierokracja współcześnie
Państwa teokratyczne (w których władca był uznawany za boga):
- Starożytny Egipt – faraon uznawany był za inkarnację boga Horusa.
- Imperium Rzymskie – cesarz uznawany był za „boskiego Augusta”, jako pierwszy ten tytuł otrzymał od Senatu Juliusz Cezar.
- Imperium Khmerów (Kambodża) – królowie byli uważani za bogów.
- Jawa – władcy od VI do XVI wieku oraz Majapahit.
- Chiny od III do 1911 władcy Chin (cesarze) uznawani byli za „Synów Niebios”.
- Japonia – cesarze Japonii uznawali byli za bogów, potomków bogini Amaterasu. Cesarz Hirohito po II wojnie światowej wyrzekł się boskiej godności (por. Shintō).
- Nepal – król uznawany był za żywego boga, wcielenie Wisznu. W 2008 r. na mocy „wyroku ludu” król Gyanendra przestał być uznawany za boga[2].

## Religia
Pojęcie „teokracja” („teokratyczny”) jest też używane przez Świadków Jehowy jako określenie zasad, przedmiotów i czynności związanych z działalnością tego wyznania. Ma ono odmienne znaczenie w porównaniu z zasadami i funkcjonowaniem innych religii lub systemów niereligijnych. Termin ten oznacza „rządy Boga” nad zborem, a w przyszłości nad całą ziemią. Używa się pojęć: teokratyczna szkoła służby kaznodziejskiej, pieśni teokratyczne, kalendarz teokratyczny, przedsięwzięcia teokratyczne, a nawet oprogramowanie teokratyczne.
Teokracja propagowana jest także przez rasta z domu Nyahbinghi, którzy domagają się światowej teokracji pod duchowym przywództwem Jah Rastafari oraz dobrowolnie żyją w mocno restrykcyjnym systemie teokratycznym swej komuny.